# Porta del Popolo

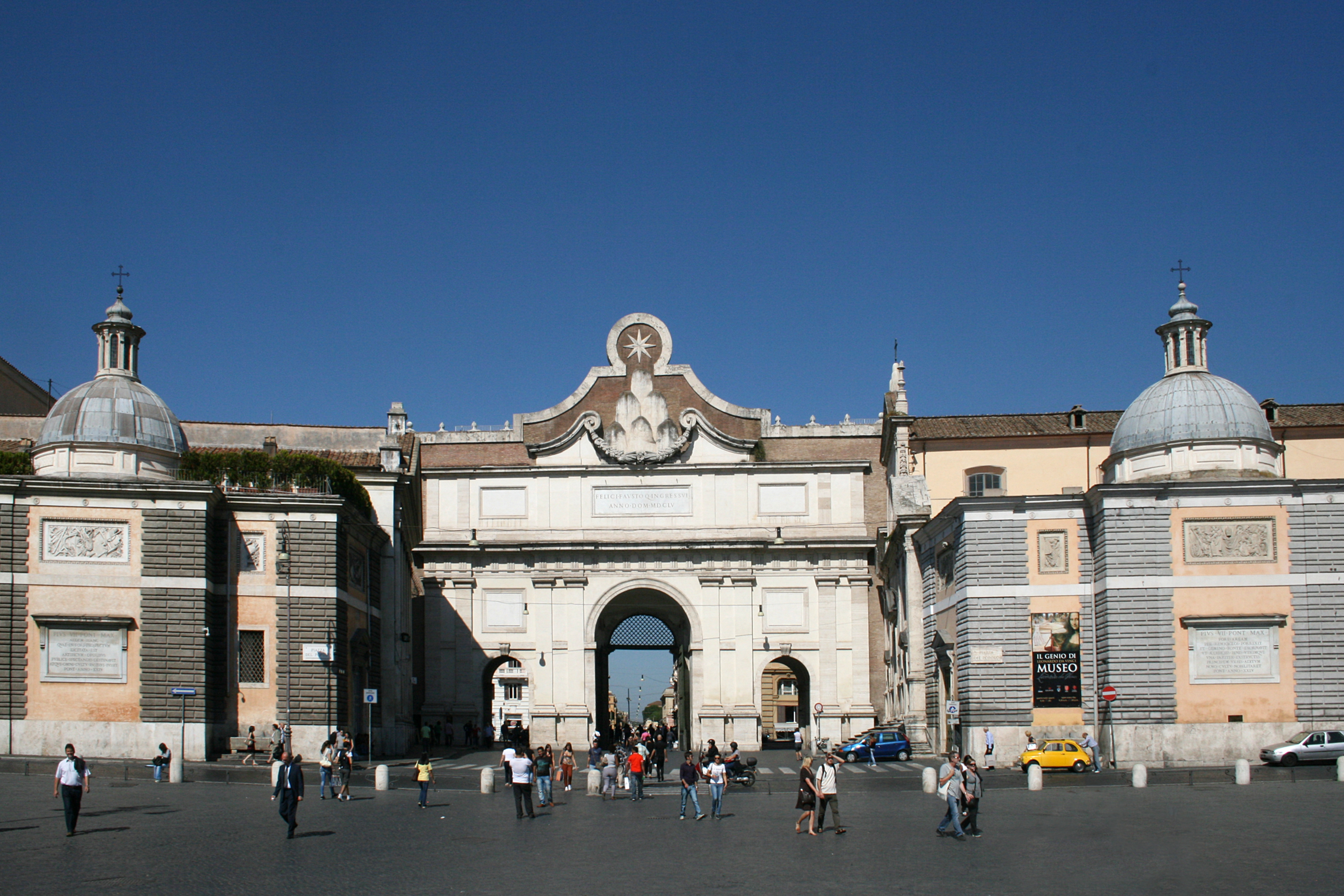
Porta del Popolo (von der Piazza del Popolo gesehen)

Die Porta del Popolo ist ein Tor in der Aurelianischen Mauer in Rom. Sie verdankt ihren Namen der nahe gelegenen Kirche Santa Maria del Popolo, während der ursprüngliche Name Porta Flaminia von der Via Flaminia stammt, die an dieser Stelle die Stadt verlässt. Das Tor öffnet sich nach innen zur Piazza del Popolo und nach außen zur Piazzale Flaminio.
Das Originalbauwerk wurde von Kaiser Aurelian ca. 271–275 im Zuge des Baus der Stadtmauer errichtet. Unter Sixtus IV. wurden die vormals halbrunden Verteidigungstürme in viereckige umgebaut. Es ist nicht klar, ob das ursprüngliche Bauwerk abgerissen und neugebaut wurde oder ob die Türme nur mit Marmor verkleidet wurden. Das heutige Tor liegt ungefähr anderthalb Meter höher als in der Antike und ist eine Rekonstruktion aus dem 16. Jahrhundert. Die Gestaltung der Außenseite des Tores wird Nanni di Baccio Bigio zugeschrieben, der den Auftrag hierzu von Papst Pius IV. erhalten hatte und sich bei der Ausgestaltung vom Titusbogen inspirieren ließ. Stadtauswärts ist das Tor mit antiken Säulen und den Statuen der Heiligen Petrus und Paulus geschmückt. Über dem Torbogen prangt das Familienwappen der Medici mit fünf Kugeln und drei Lilien.

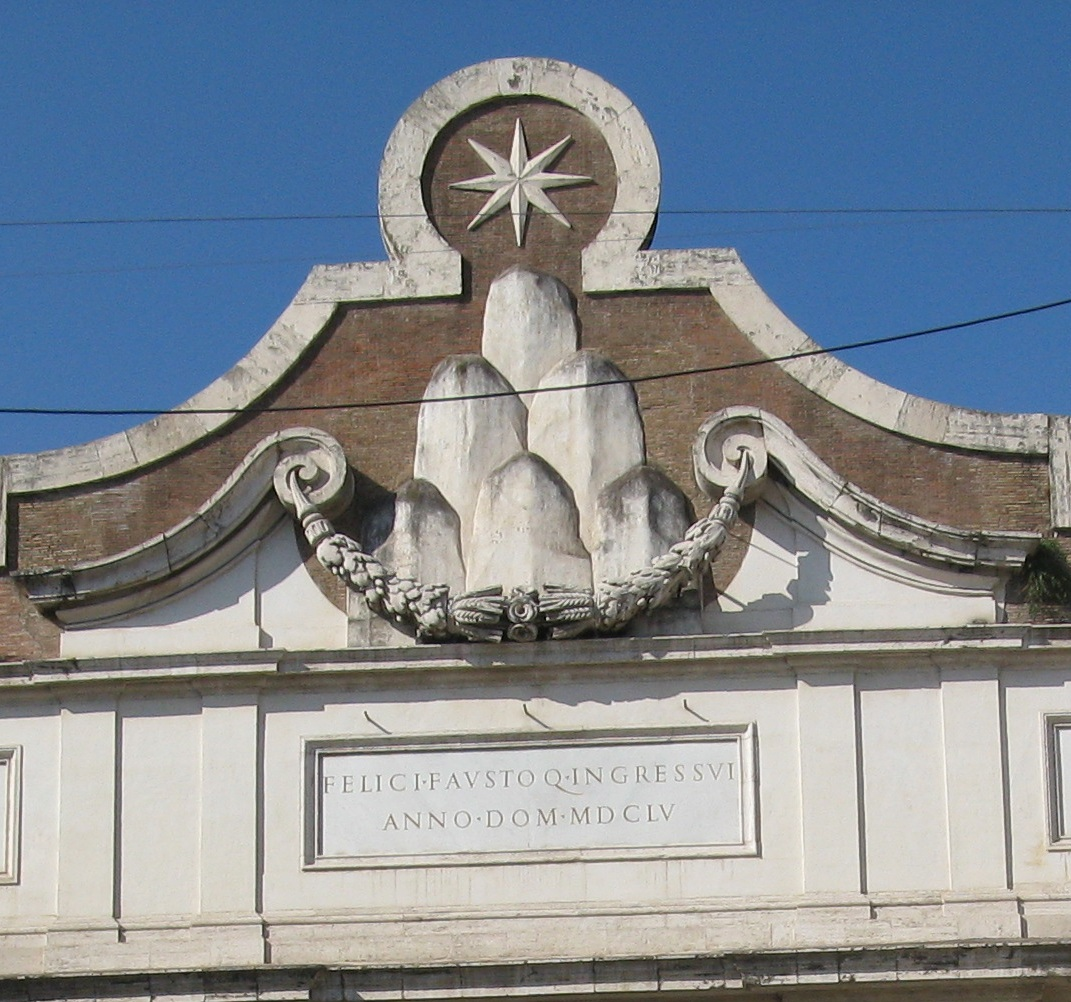
Inschrift und Wappen auf der Tor-Innenseite, 1655

Die Innenseite des Tores wurde von Gian Lorenzo Bernini für Alexander VII. anlässlich des am 23. Dezember 1655 erfolgten Einzugs der ehemaligen Königin Christina von Schweden in Rom realisiert. Zur Ausschmückung gehörte eine Inschrift, der schwedische Kornährenkranz und das Familienwappen der Chigi mit sechs Bergen und einem Stern.
1870 wurden die beiden Seitentürme abgerissen. Rechts und links des Tores befinden sich kleine Arkaden. Zwischen der Porta del Popolo und der Porta Pinciana (Muro Torto bzw. auch Murus Ruptus) sind noch Reste der Stadtmauer vorhanden.
Gegenüber dem Tor befindet sich der 36,4 m hohe Obelisk aus dem Jahre 10 v. Chr.
Bei einer Restaurierung im Jahre 1879 wurden Verteidigungstürme aus dem 16. Jahrhundert abgerissen, die Papst Sixtus IV. hatte anlegen lassen.

## Inschriften
Auf der Außenseite des Tores sind folgende Inschriften angebracht:
| Linke Tafel                                                                                 | Mittige Tafel                                                                          | Rechte Tafel                                                                   |
| ------------------------------------------------------------------------------------------- | -------------------------------------------------------------------------------------- | ------------------------------------------------------------------------------ |
| ANNO MDCCCLXXIX RESTITVAE LIBERTATIS X TVRRIBVS VTRINQVE DELETIS FRONS PRODVCTA INSTAVRATAT | PIUS III PONT MAX PORTAM IN HANC AMPLI TVDINEM EXTVLIT VIAM FLAMINIAM STRAVIT ANNO III | SPQR VRBE ITALIAE INDICATA INCOLIS FELICITER AVCTIS GEMINOS FORNICES CONDIDITT |

Die Innenseite trägt mittig folgende Inschrift:
FELICI FAUSTOQ INGRESSUI
ANNO DOM MDCLV
Zu glücklichem und gesegnetem Einzug
im Jahre des Herrn 1655